# Cobra Starship
Cobra Starship slog igennem i 2006, da de havde et hit med singlen Bring It (Snakes on a Plane) fra soundtracket til filmen Snakes On A Plane med Samuel L. Jackson.
Nummeret var også at finde på bandets debutalbum While the City Sleeps, We Rule the Streets fra samme år.
I 2007 udsendte Cobra Starship det Patrick Stump (fra Fall Out Boy) producerede album Viva La Cobra, og bandet har siden været på turné bl.a. med Fall Out Boy, som har en stor betydning for bandet. 
Et af numrene på albummet Hot Mess hedder Pete Wentz Is The Only Reason We're Famous (Wentz er bassist i Fall Out Boy), og Patrick Stump har igen haft en finger med i spillet på pladen sammen med sangskrivere og producere som Kara DioGuardi, Kevin Rudolf og Benny Blanco.

## Diskografi
- While the City Sleeps, We Rule the Streets (2006)
- ¡Viva la Cobra! (2007)
- Hot Mess (2009)
- Night Shades (2011)